# OSSTMM
L'OSSTMM (Open Source Security Testing Methodology Manual) és un protocol d'auditoria de seguretat a tots els nivells. Comprèn seguretat lògica i física. Analitza Xarxes, Telefonia, Presència, bases de dades, Servidors...
Ha estat encapçalada per en Pete Herzog, un nord-americà expert en seguretat i resident a Barcelona. La OSSTMM és fruit d'un grup d'experts en seguretat de tot el món. És un dels principals protocols d'auditoria i és disponible a http://www.isecom.org/osstmm/ Arxivat 2005-10-29 a Wayback Machine.. Metodologia per a la realització d'una auditoria de seguretat: http://www.isecom.org/osstmm/ Arxivat 2005-10-29 a Wayback Machine.